# Galeotto Graziani
Galeotto Graziani (Sansepolcro, ... – Sansepolcro, 15 aprile 1522) è stato un vescovo cattolico, abate e giurista italiano.

## Biografia
Nato a Sansepolcro dalla famiglia Graziani, appartenente alla più antica aristocrazia cittadina. È figlio di Benedetto di Baldino Graziani, uno degli uomini di spicco nel panorama politico locale. Diventa prima prete secolare e poi monaco nella locale abbazia camaldolese dove, nel 1509, succede al fratello Simone nella carica di abate.
Una prima attestazione documentaria risale al 1496, quando Galeotto è prete secolare della Diocesi di Città di Castello e dottore in legge (non si conosce dove abbia studiato, presumibilmente ha ottenuto il dottorato a Perugia o a Bologna).

### Abate di Sansepolcro
Come detto, alla morte del fratello Simone gli succede alla guida della comunità camaldolese di Sansepolcro, ma non è noto quando abbia emesso la professione monastica. Nel 1513 collabora con il Comune di Sansepolcro per l'assegnazione di una casa alla Confraternita di Santa Maria Maddalena per il recupero delle meretrici a una vita onesta.

### Vescovo di Sansepolcro
Il 22 settembre 1515 papa Leone X erige la diocesi di Sansepolcro, eleggendo come primo vescovo proprio il Graziani e trasformando la chiesa abbaziale in cattedrale e il monastero in episcopio. Il vescovo era stato proposto dal comune il 27 agosto 1515 quando i Conservatori, dal momento che il papa e Lorenzo de’ Medici avevano manifestato il loro favore a che il Graziani "sia vescovo de dicto Borgo", deliberarono di mandare ambasciatori per comunicare la loro volontà.
Tuttavia il provvedimento non trova immediata esecuzione e viene reiterato dallo stesso papa il 17 settembre 1520. Il 3 gennaio 1521 è consacrato vescovo a Firenze e l'8 aprile seguente prende possesso della diocesi mediante il canonico Roberto Gregori. Tra i primi provvedimenti il nuovo vescovo nomina il capitolo della cattedrale, che lo coadiuverà nel governo della diocesi; la prima dignità, quella di proposto, è assegnata al canonico Luca Sbrolli, concittadino e dignitario della curia pontificia che si era adoperato per la creazione della nuova diocesi. L'improvvisa morte, dovuta a un'epidemia di peste, lo coglie il 15 aprile 1522. Il giorno seguente il corpo del Graziani è trasportato nella piazza e dalla piazza in cattedrale, dove si tiene l’ufficio funebre alla presenza dei Magnifici Conservatori e del Gonfaloniere, e dove la salma viene tumulata , nel sepolcro dell'abate Simone Graziani, fratello del vescovo.